# 青のり (曲)
『青のり』（あおのり）は、ブリーフ&トランクス（以下ブリトラ）の3rdシングルである。1998年11月3日に発売された。

## 収録曲
1. 青のり
作詞・作曲：伊藤多賀之
ブリトラの代表曲とされる一曲[1]。有線リクエストによりブリトラが一般にも広く知られるようになった楽曲である[2]。後半になるほどノーブレスに近い楽曲構成であり、歌詞の内容と裏腹に難度が高い。
青のりが前歯についていたり、うっすらとヒゲが生えていたり、眉毛がつながっていたりする彼女のことを歌ったラブソング[3]である。後述のように数々のバージョン違いが存在する。
2. 風のとらえかた
作詞・作曲：細根誠
別れた彼女を忘れることができず、いつまでも前に進むことができない自分を風見鶏に例えた歌[4]。
3. 青のり(オリジナルカラオケ)

## 青のりのバージョン違い
1998年から1999年にかけて、TOKYO FM『アフターヌーンブリーズ』にて「青のり」の新しい歌詞募集を行っていたこともあり、多くの歌詞違いのバージョンが存在する。
青のり～逆襲バージョン～
青のり～夏バージョン～
ともにアフタヌーンブリーズで募集した歌詞をもとに構成した楽曲。「逆襲バージョン」はオリジナルとは逆の女性目線の内容、「夏バージョン」は夏にちなんだ内容。ラジオのみで披露。
青のり～ブリトラマンスペシャル～
「逆襲バージョン」と「夏バージョン」を合わせ、番組パーソナリティーの小田静枝（マン○名義。読みは「まんまる」）を加えた「ブリトラマン」名義で歌唱した楽曲。番組プレゼントCD『ブリトラマン』に収録。
青のり～エキスバージョン～
逆襲バージョンと夏バージョンの歌詞の一部を合わせた楽曲。作詞は応募が採用された「ブッキーブー、ネコのサラミ、かまいたち、ち次郎、もっちん、ブリトラセブン、たわらっち、合気道大好きくん、えいこ、梨子」という10名の連名。アルバム『ボクらのエキス』に収録。
このほかBAY-FMのラジオ番組や公開収録番組で歌詞を募集し、即興で歌い上げたものなどが多くある。

## 他の収録CD
青のり
- 戦後最大のハーモニー
- ゴールデンボール - ライブ音源(Acoustic Live 2011)収録
- ブリトラBESTバイブルI〜家族で聴いても恥ずかしくない曲集〜 - 20周年バージョン収録

風のとらえかた
- 戦後最大のハーモニー
- ブリトラBESTバイブルI〜家族で聴いても恥ずかしくない曲集〜 - 20周年バージョン収録

青のり(オリジナルカラオケ)
- 戦後最大のハーモニー(VIVID SOUNDからの再販売盤)